# Портрет Ивана Сергеевича Леонтьева
«Портрет Ивана Сергеевича Леонтьева» — картина Джорджа Доу и его мастерской, из Военной галереи Зимнего дворца.
Картина представляет собой погрудный портрет в профиль генерал-майора Ивана Сергеевича Леонтьева из состава Военной галереи Зимнего дворца.
К началу Отечественной войны 1812 года полковник Леонтьев служил в лейб-гвардии Конном полку, отличился в Бородинском сражении. Далее он командовал лейб-кирасирским Его Величества полком, во главе которого отличился в сражении под Красным. За многочисленные боевые отличия при изгнании Великой армии из России в конце 1812 года был произведён в генерал-майоры и назначен шефом Глуховского кирасирского полка. Во время Заграничных походов 1813 и 1814 годов сражался в Силезии и Саксонии, в Кульмском бою был ранен и завершил своё участие в войнах против Наполеона в 1814 году под стенами Парижа .
Изображён в генеральском мундире Глуховского кирасирского полка и кирасе, через плечо переброшена лядуночная перевязь. Слева на кирасе звезда ордена Св. Анны 1-й степени; на шее кресты прусского ордена Красного орла 2-й степени и ордена Св. Владимира 3-й степени; справа на кирасе крест ордена Св. Георгия 4-го класса, серебряная медаль «В память Отечественной войны 1812 года» на Андреевской ленте, крест баварского Военного ордена Максимилиана Иосифа 3-й степени и ниже Кульмский крест. Подпись на раме: И. С. Леонтьев 1й, Генералъ Маiоръ.
7 августа 1820 года Комитетом Главного штаба по аттестации Леонтьев был включён в список «генералов, заслуживающих быть написанными в галерею» и 19 мая 1822 года император Александр I приказал написать его портрет. Сам Леонтьев в это время находился в Москве и был временным командующим 2-й гусарской дивизией, в конце января 1823 года он приезжал в Санкт-Петербург для представления начальству по случаю предстоящего утверждения в должности; вероятно, тогда и состоялась его встреча с художником. Гонорар Доу за написанный портрет был выплачен 13 марта 1823 года. Готовый портрет поступил в Эрмитаж 7 сентября 1825 года.
В собрании Львовской картинной галереи имеется другой вариант портрета Леонтьева работы Доу, отличающийся лишь наличием подписи художника и указанием даты — 1823 год. Хранитель британской живописи в Эрмитаже Е. П. Ренне считает, что галерейный портрет является авторским повторением этой работы, поскольку она датирована, хотя нет точных данных о том, какой из двух вариантов является более ранним.

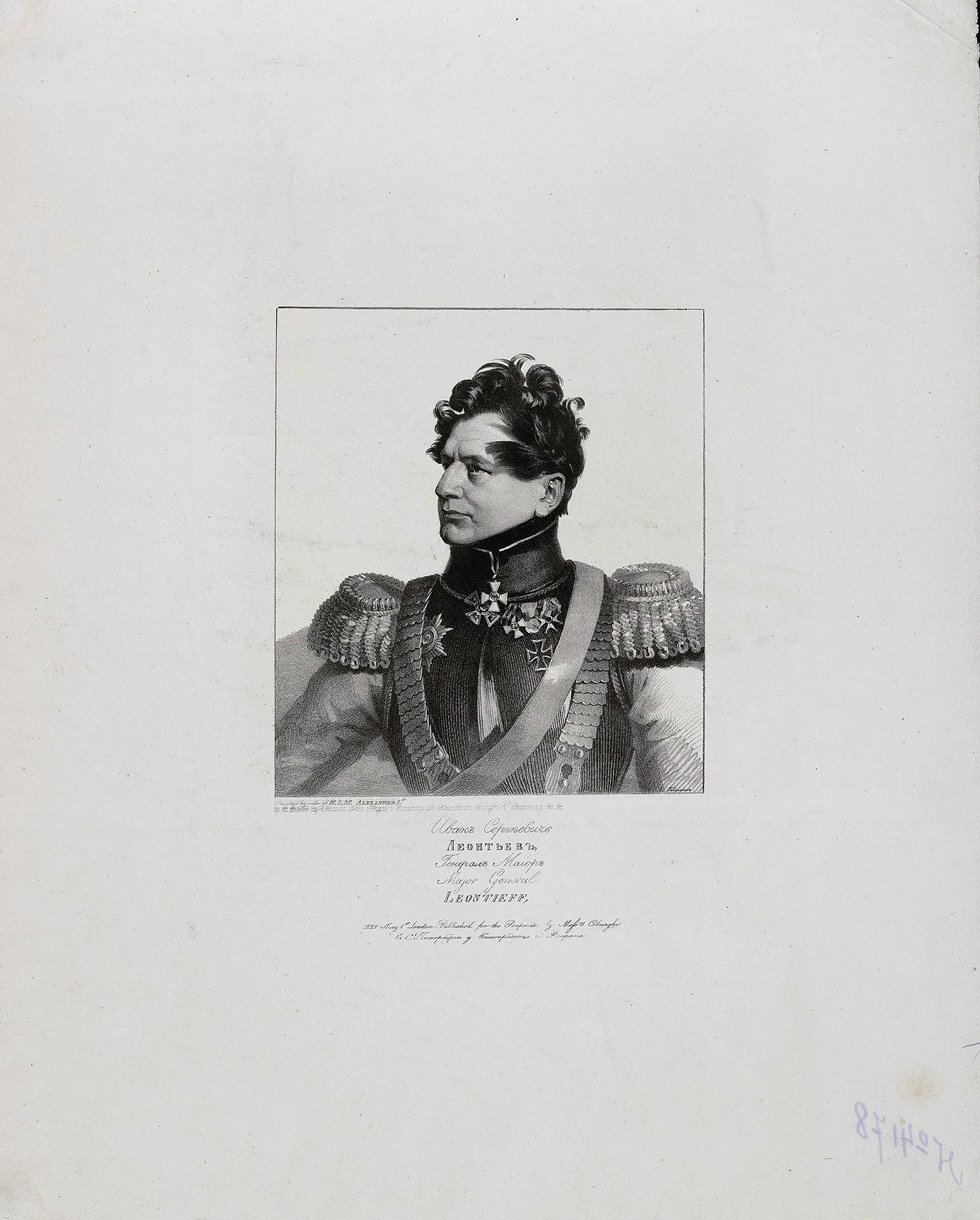
Литография Е. И. Гейтмана.

В 1824 году в Лондоне фирмой Messrs Colnaghi по заказу петербургского книготорговца С. Флорана была сделана литография Е. И. Гейтмана с указанием даты 1 мая 1824 года, один из отпечатков которой также имеется в собрании Эрмитажа (бумага, литография, 59,5 × 48 см, инвентарный № ЭРГ-346). Какой из двух вариантов портрета послужил прототипом для литографии, не установлено.